# عبد القادر بن محمد السماحي
عبد القادر بن محمد بن سليمان بن أبي سماحة (ولد سنة 1544م / 951 هـ) ويُدعى ويُعرف اختصارا بـ"سيدي الشيخ" ، فقيه وأديب مغاربي مؤسس الزاوية التعليمية الطريقة الشيخية، المنتشرة في المناطق الجنوبية الغربية من الجزائر وفي المناطق الشرقية من المغرب.

## نشأته
ولد بنواحي الشلالة الظهرانية ناحية العين الصفراء. وترعرع في بيت علم، فقد اشتهر أبوه وجده وأسلافه بجهادهم وتصوفهم:
فجده هو سليمان بن أبي سماحة كان من العلماء، أخذ بنصيب وافر من العلم إبان استقراره في الأندلس، ثم بعد طرد المسلمين منها، توجه إلى فاس حيث أخذ عن علمائها، ثم ولى وجهه نحو فجيج يوم كانت تعرف هذه الواحة إشعاعا علميا بفضل أعلامها من العلماء الاجلاء، على رأسهم الشيخ عبد الجبار البرزوزي الفجيجي، أخذ سليمان بن أبي سماحة عن الشيخ عبد الجبار المذكور، ثم تولى إمامة المسجد العتيق بها. ثم يَمَمَ بعد ذلك نحو الشيخ الشهير أحمد بن يوسف الراشدي الملياني فأخذ عنه وكان من أخص تلامذته، وبعد رجوعه من عند شيخه استقر ببني ونيف حيث أسس مسجدا وزاوية، وبها توفي ودفن، وبها ضريحه مشهور إلى الآن.
أما أبوه فهو محمد بن سليمان السماحي الذي أخذ العلوم الشرعية والسلوك الصوفي عن الشيخ محمد بن عبد الجبار الفجيجي الذي عاش وتوفي ودفن بالشلالة الظهرانية وضريحه بها مشهور. كان من البديهي أن يطلب المترجم له (عبد القادر السماحي) العلم بواحة فجيج التي أصبحت بفضل آل عبد الجبار وآل السكوني و آل عبد الوافي معلمة عالية و منارة مشعة تُزاحم القرويين بفاس والزيتونة بتونس.

### طلب العلم
أخذ العلوم الشرعية عن حفيد الشيخ عبد الجبار: الشيخ إبي القاسم بن محمد بن عبد الجبار ، كما أخذ عن علماء فاس وتلمسان، ولما انتهى من تحصيله العلمي، تاقت نفسه إلى السلوك الصوفي، فقادته العناية الربانية إلى شيخ عصره العارف بالله الشيخ امحمد بن عبد الرحمان السهلي الذي أسس زاويته بالقرب من "بوذنيب" نواحي تافيلالت (سجلماسة قديما).

### إنشاء الزاوية الشيخية
عرفت هذه الزاوية إشعاعا روحيا كبيرا في حياة مؤسسها الذي كان مقصد طلاب التربية الذوقية والسلوك العرفاني، وقد تخرج على يده شيوخ كثر، نشروا طريقته في الجنوبين المغربي والجزائري، وقد حاز صاحب الترجمة قصب السبق، وكان الوارث الحقيقي لشيخه من بينهم، وذلك بشهادة شيخهم نفسه.
تصدر للتربية والسلوك بإذن من شيخه، وأسس زاوية بفجيج بالمكان المسمى العباد، و توافد عليه طلاب المعرفة والتربية الصوفية، وانتشر صيته شرقا وغربا، وكان من بين الوافدين عليه أحد الفقهاء أحمد بن أبي محلي الذي أخذ عنه، وتقرب من الشيخ عبد القادر السماحي حتى زوجه إحدى بناته، ولكنه لم يلبث أن قلب له ظهر المجن، و تصدى للإنكار على الشيخ السماحي، واتهمه بكل كبيرة، وراسل علماء المشرق والمغرب ليحثهم على تكفيره أو تبديعه، وبلغ من تحامله على الشيخ السماحي أن ألف في النيل منه عدة كتب منها المنجنيق، والإصليت، وسم ساعة وغيرها.
اتسع الإشعاع الصوفي للشيخ السماحي بين القبائل البعيدة والقريبة، وانتفع به خلق كثير، توفي سنة 1616م /1025 هـ تولى أمر زاويته أحد أبناءه الأحد عشر، وتفرق بعض أبناءه في المناطق القريبة والبعيدة وكوّنوا زوايا منها من لا تزال قائمة إلى الآن.
و أصبح مع مرور الزمن للطريقة الشيخية ولاء وأتباع من شتى القبائل، إلا أنه بعد قرن من وفاة مؤسس الطريقة اختلف زعماء الجيل الثالث من أحفاده حول تسيير الزاوية، وبعد صراع مرير توصلوا إلى حل تم بموجبه تقسيم الزاوية الأم إلى زاوية شرقية وغربية. ولما سيطرت قوات الاحتلال الفرنسي على شمال الجزائر ووصلت جحافلها جنوبا إلى مناطق نفوذ أولاد " سيدي الشيخ " تصدى لها هؤلاء في أطول مقاومة قامت بها قبيلة من قبائل المغرب عرفت بثورة أولاد سيدي الشيخ.

## آثاره الفكرية
أهم ما ترك الشيخ السماحي "الياقوتة" في التصوف و هي قصيدة من 178 بيت، جمع فيها بين قواعد السلوك، وشروط الصحبة، ووصف تجربته الذوقية، ودعمها بسنده الصوفي، ونافح فيها عن مذهب التصوف، وبيّن عوار منتقديه بدون تجريح. و بعد ثلاثين سنة من وفاة الشيخ السماحي ألف السكوني كتابه " تقوية إيمان المحبين " خصصه لتعداد مناقب السماحي ومن أهم ما فيه رسالة بعثها السماحي إلى السلطان السعدي زيدان الناصر بن أحمد جوابا عن رسالة يستفتي فيها الأميرُ المذكورُ السماحيَّ حول مشروعية الذكر، واتخاذ شيخ في التصوف، ويتجلى في هذه الرسالة تمكن السماحي من الإبحار في ثقافة عصره علما وأدبا وسلوكا وتربية.
تقيم قبائل لمهاية "وعدة" سنوية تجتمع فيها بالقرب من مدينة وجدة في مكان رمزي تقيم فيه ذكرى لهذا الشيخ. كما يوجد بالقرب من فيجيج ضريح رمزي له.